# Lázaro Morales
Lázaro Morales del Valle (ur. 25 października 1955) – kubański zapaśnik walczący w stylu wolnym. Olimpijczyk z Montrealu 1976, gdzie zajął trzynaste miejsce w wadze superciężkiej.
Wicemistrz igrzysk panamerykańskich w 1975. Triumfator igrzysk Ameryki Środkowej i Karaibów w 1974. Trzeci w Pucharze Świata w 1978 roku.